# Bata Živojinović
Velimir "Bata" Živojinović (srbsky: Велимир "Бата" Живојиновић; 5. června 1933 Koraćica – 22. května 2016 Bělehrad) byl jugoslávský a srbský herec. Někdy byl přezdívaný "jugoslávský John Wayne". Popularitu mu přinesly zejména partyzánské filmy 60. a 70. let, v nichž vytvořil specifický hrdinský typ (Valter brani Sarajevo, Kozara, San, Most, Bitka na Neretvi, Sutjeska, Partizani, Partizanska eskadrila, Tren). Třikrát získal nejprestižnější jugoslávskou hereckou cenu Zlatou arénu, jež se udělovala vždy na festivalu v Pule (1965, 1967, 1972). V roce 1979 získal též cenu za nejlepší herecký výkon na festivalu v Moskvě. Během své kariéry ztvárnil více filmových rolí než jakýkoli jiný herec v historii bývalé Jugoslávie (340 filmů a seriálů). Film Valter brání Sarajevo mu přinesl zcela mimořádnou popularitu v Číně. V roce 1954 vystudoval herectví na Divadelní akademii v Bělehradě.
Po roce 1990 byl též politikem Miloševićovy Socialistické strany Srbska, v roce 2002 byl jejím kandidátem na prezidenta, v přímé volbě ale získal jen 3,27% hlasů.
Živojinović byl blízkým přítelem chorvatského herce Borise Dvornika, ovšem národnostní napětí v Jugoslávii je rozeštvalo. V roce 1991 se oba v sérii otevřených dopisů jeden druhého zřekli, což bylo gesto často považované za symbol rozpadu Jugoslávie. V roce 2004 bylo oznámeno, že se oba muži pokusili usmířit. V roce 2006 se veřejně usmířili v televizi prostřednictvím video spojení mezi Splitem a Bělehradem.